# クルマエビ科
クルマエビ科（クルマエビか、学名 Penaeidae）は、エビの分類群の一つである。ウシエビ、クルマエビ等の重要産業種を含む。別名(ウシエビ科)。

## 形態
体長は数cm程度のものから30cmに達するものまで種類によって異なるが、同種内ではメスの方がオスよりも大きい。体格はやや側扁した円筒形で、頭胸部と腹部はそれほど太さが変わらず連続する。
5対10本の歩脚はよく発達し、このうち前の3対は鋏脚となる。他の十脚類では鋏脚が発達するものもいるが、本科を含むクルマエビ上科 Penaeidea に属すエビは鋏脚3対ともほぼ同じ太さで、強大には発達しない。オスは第1腹脚の内側にペタスマ Petasma、メスは第4・第5歩脚の付け根にセリカム Thelycum という交尾器をもつ。本科は第1触角第1節に葉状突起、歩脚に外肢、腹脚に内肢があることでクルマエビ上科の他科と区別できる。
2個の複眼は比較的大きくて丸く、両眼の間から側扁した額角が突き出る。額角の上下縁には鋸歯があるが、属によっては下縁に鋸歯がなく上縁だけがギザギザのものもいる。額角から連続した頭胸甲背部には隆起、溝、鋸歯があり、属や種類によって異なる。また眼の後ろには棘はない。サケエビ属 Parapenaeus、スベスベエビ属 Parapenaeopsis、サルエビ属 Trachysalambria 等では頭胸甲側面を縦走する「縫合線」が見られる。鰓は2列の袋が多く枝分かれした「根鰓」である。
同定には額角の鋸歯、頭胸甲の溝や隆起、短毛の有無、交尾器の形等が手掛かりとなる。

## 生態
エビの中では温暖な浅海砂泥底の環境に適応した部類である。熱帯・温帯海域の波打ち際から水深400mの深海まで多くの種類が知られ、種類によって内湾・海岸・大陸棚等の適した環境に棲み分ける。完全な淡水生の種類はいないが、クルマエビ Marsupenaeus japonicus、ウシエビ属 Penaeus、ヨシエビ属 Metapenaeus 等の沿岸生種は汽水域や淡水域にも侵入する。サンゴ礁は現生エビ類の種類が最も豊富な環境の一つだが、サンゴ礁を主な棲息地としているクルマエビ類はカクレクルマエビ Heteropenaeus longimanus くらいである。
昼は砂泥底に潜り、眼だけを出して休息する。夜に砂泥底を歩き、貝類や多毛類等の小動物を捕食する。藻類やデトリタスも食べる。敵は魚類・頭足類・鳥類等で、食物連鎖では低次の消費者として重要な位置にある。

### 生活史
本科を含む根鰓亜目は卵を保護せず、メスは交尾後に受精卵を海中に放出する。受精卵は海中を浮遊しながら発生し、孵化する子は親とは形態が異なった幼生で、これもしばらくプランクトンとして浮遊生活を送る。Chace（1960年）はクルマエビ科幼生の変態をノープリウス Nauplius - プロトゾエア（前期ゾエア） Protozoea - ゾエア Zoea（ミシス Mysis） - ポストラーバ Postlarva（後期幼生、マスティゴプス Mastigopus とも）と分類している。
これらの幼生の遊泳脚は前の体節から分化していく。孵化直後のノープリウス期の遊泳脚は後に成体の第1触角・第2触角・大顎、プロトゾエア期の遊泳脚は後の第1顎脚・第2顎脚外肢（大顎周囲の短い脚、さらにその外側の髭状構造）、ゾエア幼生期の遊泳脚は後の歩脚である。なおクルマエビ科のゾエア幼生はアミ類（Mysis）に似ることから特に「ミシス幼生」とも呼ばれる。
ゾエア幼生が成長・変態したポストラーバ幼生は腹部遊泳脚で遊泳し、それぞれの好む海底環境に定着した後に稚エビへ変態する。

## 利用
大型種・中型種のほぼ全てが食用に利用される。西日本から東南アジアの沿岸地域ではウシエビ Penaeus monodon をはじめとしてバナメイエビ Litopenaeus vannamei、クルマエビ Marsupenaeus japonicus 等の大型種の養殖・蓄養が盛んに行われる。小型・中型種でも、まとまった漁獲があるものは重要な漁業資源となる。食用以外には肉食魚の釣り餌や飼料にも利用される。

## 下位分類
49属289種が知られ、このうち現生種25属224種、化石種25属65種である。
| - 属 Artemesia Bate, 1888 - 1種 - マイマイエビ属 Atypopenaeus Alcock, 1905 - マイマイエビ等5種 - 属 Farfantepenaeus Burukovsky, 1997 - 8種 - コウライエビ属 Fenneropenaeus Pérez Farfante, 1969 - コウライエビ、インドエビ等6種 - ウキエビ属 Funchalia Johnson, 1868 - ウキエビ等6種 - カクレクルマエビ属 Heteropenaeus De Man, 1896 - カクレクルマエビ1種のみ - 属 Litopenaeus Pérez Farfante, 1969 - バナメイエビ等5種 - クルマエビ属 Marsupenaeus Tirmizi, 1971 - クルマエビ1種のみ - 属 Megokris Pérez Farfante et Kensley, 1997 - フトミゾエビ属 Melicertus Rafinesque, 1814 - フトミゾエビ等8種 - アカエビ属 Metapenaeopsis Bouvier, 1905 - アカエビ、トラエビ、シロエビ等74種 - ヨシエビ属 Metapenaeus Wood-Mason et Alcock, 1891 - ヨシエビ、シバエビ、モエビ等28種 - メナガクルマ属 Miyadiella Kubo, 1949 - 3種 | - スベスベエビ属 Parapenaeopsis Alcock, 1901 - スベスベエビ、チクゴエビ、ツノナガスベスベエビ等22種 - サケエビ属 Parapenaeus Smith, 1885 - サケエビ等14種 - 属 Pelagopenaeus Pérez Farfante et Kensley, 1997 - 1種 - ベニガラエビ属 Penaeopsis Bate, 1881 - ベニガラエビ等7種 - ウシエビ属 Penaeus Fabricius, 1798 - 現生はウシエビ、クマエビ、P. esculentus 3種 - 属 Protrachypene Burkenroad, 1934 - 1種 - 属 Rimapenaeus Pérez Farfante et Kensley, 1997 - 4種 - 属 Tanypenaeus Pérez Farfante, 1972 - 1種 - サルエビモドキ属 Trachypenaeopsis Burkenroad, 1934 - サルエビモドキ等3種 - 属 Trachypenaeus Alcock, 1901 - 2種 - サルエビ属 Trachysalambria Burkenroad, 1934 - サルエビ等9種 - 属 Xiphopenaeus Smith, 1869 - 1種 |

### 化石種
| - 属 †Albertoppelia Schweigert et Garassino, 2004 - 1種 - 属 †Ambilobeia Garassino et Pasini, 2002 - 1種 - 属 †Antrimpos Münster, 1839 - 15種 - 属 †Bombur Münster, 1839 - 2種 - 属 †Bylgia Münster, 1839 - 4種 - 属 †Carinacaris Garassino, 1994 - 1種 - 属 †Cretapenaeus Garassino, Pasini et Dutheil, 2006 - 1種 - 属 †Drobna Münster, 1839 - 1種 - 属 †Dusa Münster, 1839 - 5種 - 属 †Hakelocaris Garassino, 1994 - 1種 - 属 †Ifasya Garassino et Teruzzi, 1995 - 2種 - 属 †Koelga Münster, 1839 - 2種 - 属 †Libanocaris Garassino, 1994 - 1種 | - 属 †Longichela Garassino et Teruzzi, 1993 - 1種 - 属 †Longitergite Garassino et Teruzzi, 1996 - 1種 - 属 †Macropenaeus Garassino, 1994 - 1種 - 属 †Macropetasma Stebbing, 1914 - 1種 - 属 †Microchela Garassino, 1994 - 1種 - 属 †Micropenaeus Bravi et Garassino, 1998 - 1種 - ウシエビ属 Penaeus Fabricius, 1798 - 化石種は18種 - 属 †Pseudobombur Secretan, 1975 - 1種 - 属 †Pseudodusa Schweigert et Garassino, 2004 - 1種 - 属 †Rauna Münster, 1839 - 1種 - 属 †Rhodanicaris Van Straelen, 1924 - 1種 - 属 †Satyrocaris Garassino et Teruzzi, 1993 - 1種 |